# Francis Simard
Pour les articles homonymes, voir Simard.
Francis Simard, né le 2 juin 1946 en Abitibi à Val-Paradis      au Québec et décédé le 10 janvier 2015 à Montréal, est un ancien militant du Front de libération du Québec (FLQ).

## Biographie
La famille Simard, dont le père était débardeur au port de Montréal, demeurait dans le secteur de Coteau-Rouge à Ville Jacques-Cartier, un lieu qualifié de « bidonville » par l'historien Jean-François Nadeau.
Francis  Simard milite au sein du Rassemblement pour l'indépendance nationale (RIN) et du Parti québécois, avant de s'impliquer dans le Front de libération du Québec. 
En compagnie de Bernard Lortie et des frères Paul et Jacques Rose, il est membre de la cellule de financement Chénier (FLQ) qui enleva, séquestra et assassina le ministre Pierre Laporte lors de la Crise d'octobre 1970.
Condamné à la prison à vie en 1971 pour son implication dans ce meurtre, il est libéré sous condition en décembre 1980. 
Il a relaté les événements de la Crise d'octobre dans son livre Pour en finir avec Octobre (éditions Stanké 1982, Lux 2010) dont s'est inspiré le cinéaste Pierre Falardeau pour son film Octobre. Simard a aussi collaboré au film Le Party de Falardeau et au scénario du film La Liberté en colère de Jean-Daniel Lafond.
Francis Simard était le conjoint de l'historienne militaire d'origine française Béatrice Richard (1957). Alors étudiante de l'historien Robert Comeau à l'UQAM, ce dernier l'a présentée à Francis Simard. Celui-ci avait effectué des recherches au Collège militaire royal de Kingston et y avait été interdit d'accès. Cette interdiction donna lieu à un arrangement entre Mme Richard et les autorités de l'université et elle fut nommée directrice de département. 